# Мім (Вісконсин)
Мім (англ. Meeme) — місто (англ. town) в США, в окрузі Манітовок штату Вісконсин. Населення — 1440 осіб (2020).

## Демографія
Згідно з переписом 2010 року, у місті мешкало 1446 осіб у 551 домогосподарстві у складі 433 родин. Було 598 помешкань
Расовий склад населення:
| - 98,5 % — білих - 0,4 % — чорних або афроамериканців - 0,4 % — азіатів - 0,1 % — корінних американців |

До двох чи більше рас належало 0,3 %. Частка іспаномовних становила 1,0 % від усіх жителів.
За віковим діапазоном населення розподілялося таким чином: 21,3 % — особи молодші 18 років, 64,5 % — особи у віці 18—64 років, 14,2 % — особи у віці 65 років та старші. Медіана віку мешканця становила 45,0 року. На 100 осіб жіночої статі у місті припадало 109,3 чоловіків;  на 100 жінок у віці від 18 років та старших — 113,1 чоловіків також старших 18 років.
Середній дохід на одне домашнє господарство  становив 69 421 долар США (медіана — 63 150), а середній дохід на одну сім'ю — 80 418 доларів (медіана — 75 688). Медіана доходів становила 54 261 долар для чоловіків та 33 523 долари для жінок. За межею бідності перебувало 3,3 % осіб, у тому числі 0,0 % дітей у віці до 18 років та 9,0 % осіб у віці 65 років та старших.
Цивільне працевлаштоване населення становило 802 особи. Основні галузі зайнятості: виробництво — 33,7 %, освіта, охорона здоров'я та соціальна допомога — 20,1 %, роздрібна торгівля — 10,7 %, сільське господарство, лісництво, риболовля — 8,2 %.